# Tony Meléndez

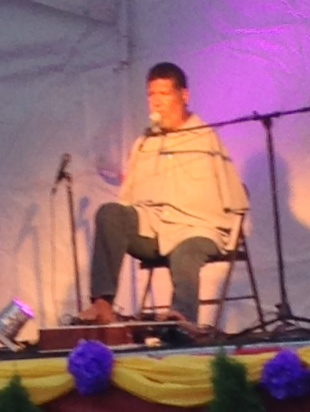
Imagem de Tony Meléndez.

José Antonio Meléndez Rodríguez, mais conhecido por Tony Meléndez (Rivas, 9 de Janeiro de 1962), é um cantor, compositor e violonista nicaraguense, que toca músicas católicas. Devido a uma deficiência causada por um remédio para enjoo chamado Talidomida, que sua mãe tomou durante a gravidez, Tony nasceu sem os dois braços.

## Biografia
Tony teve uma infância humilde e cresceu sendo zombado pelos amigos da escola, pelo fato de não ter os braços. Ainda pequeno, mudou-se para os Estados Unidos, onde poderia ter uma melhor condição de vida devido a sua deficiência.
Desde pequeno ele via seu pai tocar violão e sentia vontade de poder tocar também. Mas, sem os braços... Até que num certo dia seu pai, para matar a vontade do filho, colocou o violão no chão e mandou Tony lavar os pés. No início eram apenas sons desarticulados. No entanto, devido ao seu interesse contínuo, começou a desenvolver maior destreza com os dedos – que já exercitava para escrever ou desenhar – e aos poucos conseguiu encontrar o caminho das notas musicais, tentando reproduzir sons de músicas conhecidas.
Sempre recebeu o incentivo de seus pais e irmãos. Católicos que eram, os Meléndez iam à missa aos domingos e Tony começou a tocar algumas músicas para acompanhar cantos religiosos.
Numa dessas ocasiões em que tocava e cantava na igreja de seu bairro, já em 1987, Tony foi observado por alguém que trabalhava na organização de programas para a visita do Papa João Paulo II a Los Angeles. E foi selecionado para cantar ao Papa no encontro com jovens, acompanhado pelo seu Conjunto musical, uma tocante canção intitulada “Never Be the Same” (Nunca Ser o Mesmo).
O que aconteceu naquele dia 15 de setembro de 1987, comoveu o mundo todo, pois, terminada a apresentação perfeita, vivamente aplaudida por jovens ali presentes aos milhares, o Papa não se conteve. Desceu de sua poltrona elevada, foi até Tony e beijou-o no rosto, muito comovido. E voltando para seu posto, dirigiu as seguintes palavras a Tony: “Meu desejo é que você continue a dar esperança aos outros e continue no que está fazendo”. Desde então, Tony e sua banda (intitulada Toe Jam Band) têm viajado ao redor do mundo, levando consigo sua música e seu testemunho de vida e de fé.

## Prêmios e Honrarias
- Special Commendation from President Reagan — As A Positive Role Model for America[1]
- Special Commendation from State of California - Pelo trabalho com jovens
- Inspirational Hero Award from the NFL Alumni Association at Super Bowl XXIII in Miami[2]
- Branson Entertainment Awards – Best New Artist (1999)
- Unity Awards: UCMVA - Vocalista Masculino do Ano (2000)
- Unity Awards: UCMVA - Artista do ano (2002)
- Unity Awards: UCMVA - Vocalista Masculino do Ano (2002)
- Unity Awards: UCMVA - Vocalista Masculino do Ano (2004)[3]

## Discografia
- 1988 - Never Be the Same
- 1990 - Ways of the Wise
- 1991 - El Muro Se Callo
- 1995 - Debe Haber
- 1997 - Hands in Heaven
- 1998 - The Cup Of Life
- 1999 - Intimate Worship

## Livros
- 1991 - A Gift of Hope